# Torbjörn Båth
Per Gunnar Torbjörn Båth, född 1 juni 1945 i Lund, är en svensk företagsledare som äger och driver konsultföretaget Mälarfastigheter. Bolaget förvärvar och utvecklar bostadsfastigheter. 
År 1974 blev Båth informationssekreterare i TCO. 1979 blev han informationschef och ledamot av Riksbyggens företagsledning.
Torbjörn Båth blev VD och koncernchef för A-pressen 1986. A-pressens båda huvudägare, LO och Socialdemokraterna hade då satt stopp för den årliga miljonrullningen till A-pressens tidningar och Båths uppdrag bestod i att få A-pressen att bli lönsam. Detta misslyckades och A-pressen gick i konkurs. 1988 blev han styrelseordförande i det börsnoterade tekniska konsultföretaget VIAK AB med inriktning på vägbyggnad, vatten och miljö. Båth rekryterade en ny ledning till företaget. Året därpå redovisade VIAK-koncernen sitt bästa resultat någonsin i sin 60-åriga historia. 1990 köptes företaget upp av VBB som numera ingår i SWECO.  
År 1993 tillträdde Torbjörn Båth som den förste externt rekryterade VD:n för Taxi Stockholm. Taxibranschen avreglerades och Båths uppdrag bestod i att utveckla Taxi Stockholms tjänster och varumärke i syfte att säkra företagets marknadsledande ställning även på en avreglerad marknad. 1998 grundade Båth kundtidningsförlaget Marketing Magazine samt dess efterföljare Media Select.

## Fotnoter
1. ↑  Sveriges befolkning 1990, CD-ROM, Version 1.00, Riksarkivet (2011).
2. ↑  http://www.riksbyggen.se/default.aspx?gclid=CLucoKvk2LQCFS56cAodkTgAjw
3. ↑  http://www.taxistockholm.se/Om-oss/Historik/
4. ↑  http://www.mediaselect.se Arkiverad 8 oktober 2003 hämtat från the Wayback Machine.